# Rafael Chimishkyan
Rafael Chimishkyan (géorgien : რაფაელ ჩიმიშკიანი, Rap'ael Tchimichkiani, russe : Рафаэль Аркадьевич Чимишкян, Rafael Arkadievitch Tchimichkian), né le 23 mars 1929 et mort le 25 septembre 2022, est un haltérophile géorgien qui concourait pour l'URSS.

## Biographie
Rafael Chimishkyan naît à Tbilissi, en RSS de Géorgie. Il commence l'haltérophilie en 1946. Lors de sa première participation au championnat d'URSS, il s'impose dans la catégorie poids coq (56 kg). En 1950, il remporte l'argent au championnat du monde et l'or au championnat d'Europe. Il passe alors dans la catégorie poids plume (60 kg) et se classe second au championnat d'URSS dès la première année. Il conquiert par la suite de nombreux titres : champion du monde (1954 et 1955), champion d'Europe (1950, 1952, 1954-1957) et champion d'URSS (1949, 1951, 1954, 1955, 1960). Son titre le plus prestigieux est cependant celui qu'il obtient aux Jeux olympiques d'été de 1952 à Helsinki. 
Rafael Chimishkyan établit 10 records du monde au cours de sa carrière.